# Meester van de Collins getijden

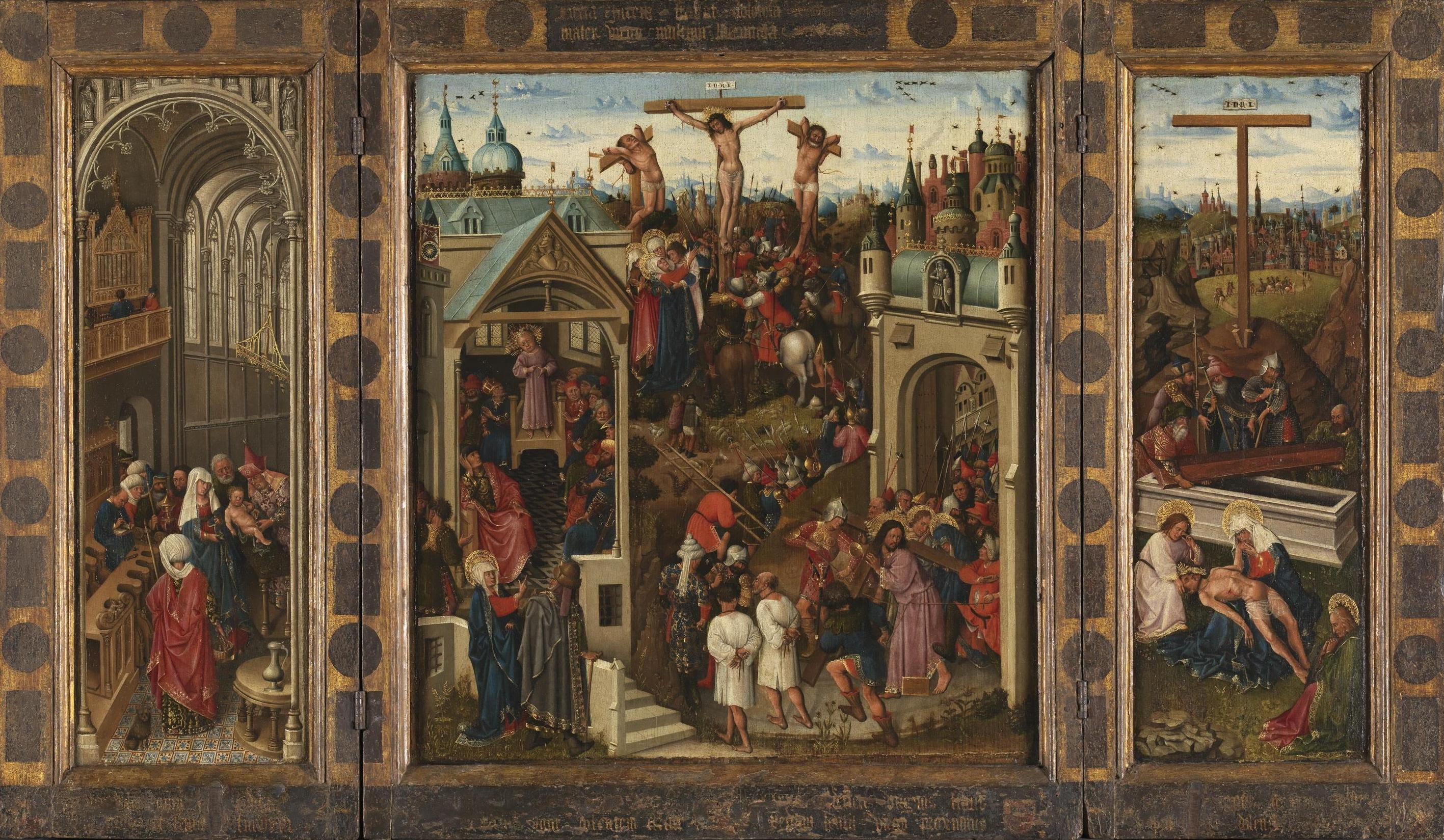
Toegeschreven aan de Meester van de Collins getijden, Scènes uit het leven van Christus, Museo Nacional del Prado, Madrid

De meester van de Collins getijden was een miniaturist en kunstschilder die actief was in Amiens in de jaren 1430-1440. Hij zou later uitgeweken zijn naar Brugge en daar verder gewerkt hebben.
Het werk waarnaar hij genoemd werd is een getijdenboek voor het gebruik van Rome dat mogelijk gemaakt werd in Brugge omstreeks 1445-1450. Het wordt nu bewaard in het Philadelphia Museum of Art, als 1945-65-4. Dit getijdenboek wordt het Collins getijdenboek genoemd, omdat het een gift was van mevr. Philip S. Collins aan het museum ter gedachtenis van haar echtgenoot.
De meester combineerde in zijn werk aspecten van de Vlaamse en de Franse stijl. Zijn werk doet denken aan de Boucicaut-meester, maar hij werd duidelijk ook geïnspireerd door het realisme en de gedetailleerdheid van het werk van Jan van Eyck. Zoals andere miniaturisten uit Amiens combineerde hij de technische vaardigheid van de Parijse miniatuurkunst met de stijl van de paneelschildering (dus niet de Vlaamse stijl in de boekverluchting). 
Deze meester zou ook actief geweest zij als kunstschilder en aan hem wordt een triptiek toegeschreven, Scènes uit het leven van Christus, in de collectie van het Prado, Madrid, dat werd toegeschreven aan Lodewijk Allyncbrood.
Dit werk wordt gezien als een keerpunt in de schilderstijl in Valencia in de 15e eeuw. Het bracht de stijl van Jan van Eyck naar het Iberisch Schiereiland, waar hij een zeer snelle verspreiding kende. 